# Onšovice (Čkyně)
Onšovice jsou vesnice, část obce Čkyně v okrese Prachatice v Jihočeském kraji. Nachází se asi čtyři kilometry západně od Čkyně. Je zde evidováno 67 adres. V roce 2011 zde trvale žilo 96 obyvatel.
Onšovice leží v katastrálním území Onšovice u Čkyně o rozloze 4,44 km².

## Historie
První písemná zmínka o vesnici pochází z roku 1315.

## Přírodní poměry
Jižní polovinou katastrálního území protéká potok Spůlka, jehož údolí je v západní části chráněno jako přírodní památka Onšovice – Mlýny. Jihozápadně od vesnice leží U Narovců a na východě přírodní památka Háje.

## Obyvatelstvo
| Rok            | 1869 | 1880 | 1890 | 1900 | 1910 | 1921 | 1930 | 1950 | 1961 | 1970 | 1980 | 1991 | 2001 | 2011 | 2021 |
| -------------- | ---- | ---- | ---- | ---- | ---- | ---- | ---- | ---- | ---- | ---- | ---- | ---- | ---- | ---- | ---- |
| Počet obyvatel | 366  | 375  | 349  | 363  | 381  | 318  | 278  | 192  | 180  | 155  | 87   | 82   | 107  | 96   | 86   |
| Počet domů     | 58   | 59   | 58   | 60   | 61   | 62   | 61   | 59   | 51   | 44   | 34   | 55   | 57   | 59   | 60   |

## Obecní správa
Při sčítání lidu v letech 1850–1889 Onšovice byly osadou obce Dolany v okrese Prachatice. V letech 1890–1963 byly samostatnou obcí, se kterým patřily nejprve do okresu Prachatice, ale od roku 1950 v okrese Vimperk. Od roku 1964 jsou částí obce Čkyně v okrese Prachatice.

## Pamětihodnosti
- Sovův mlýn – čp. 35, při říčce Spůlce jihovýchodně od vesnice

## Galerie

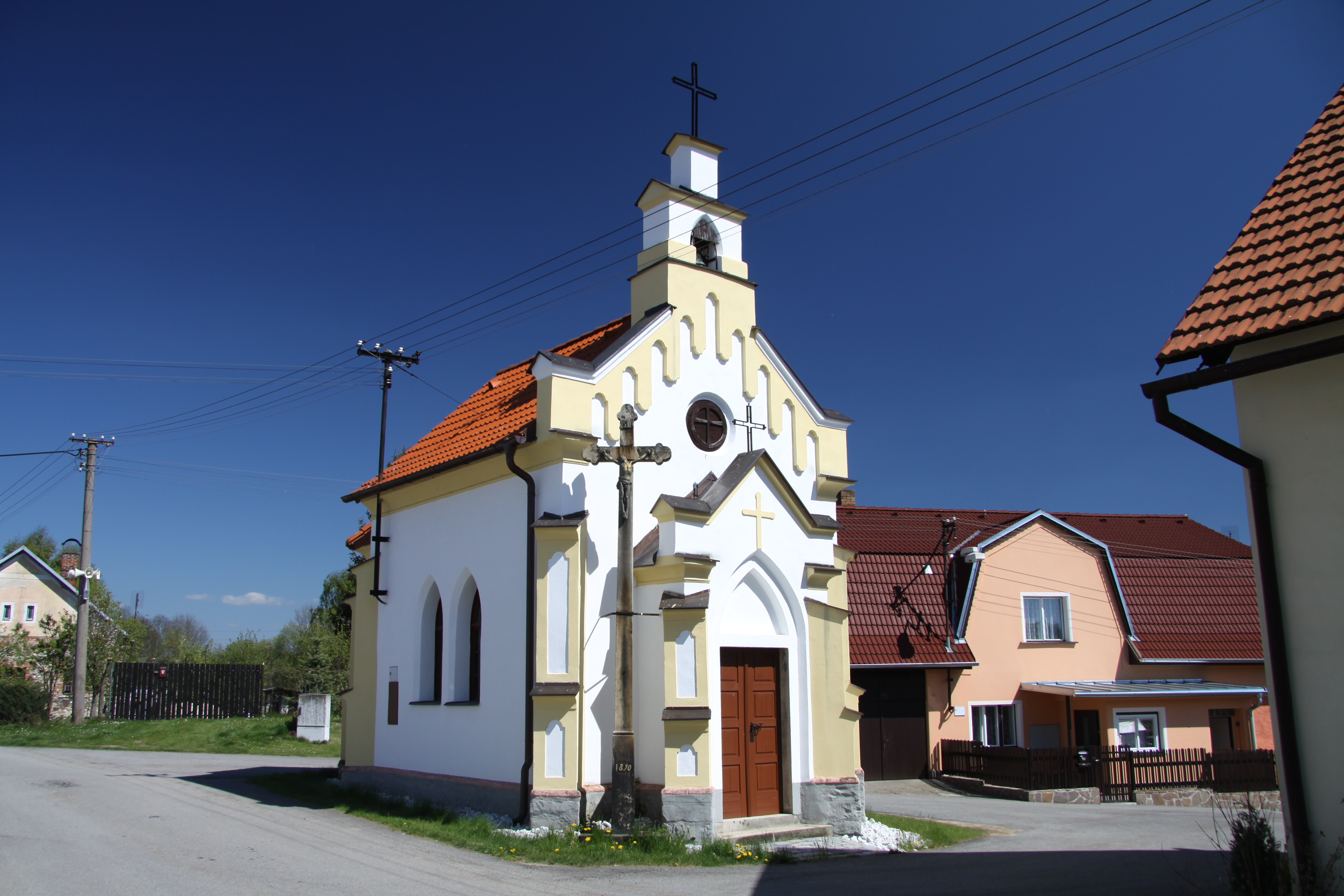
Kaple v obci
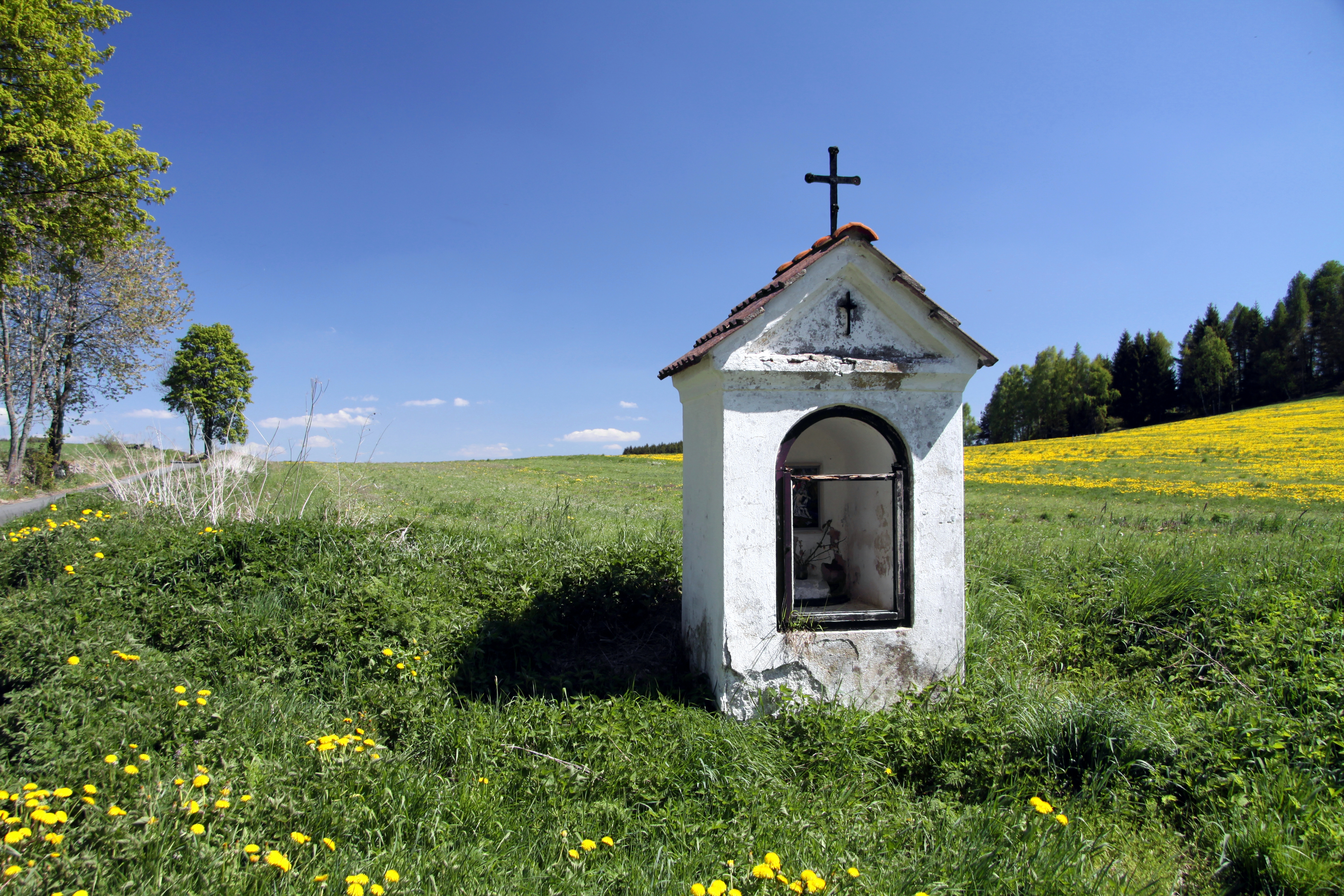
Kaplička za obcí směrem k přírodní památce Háje
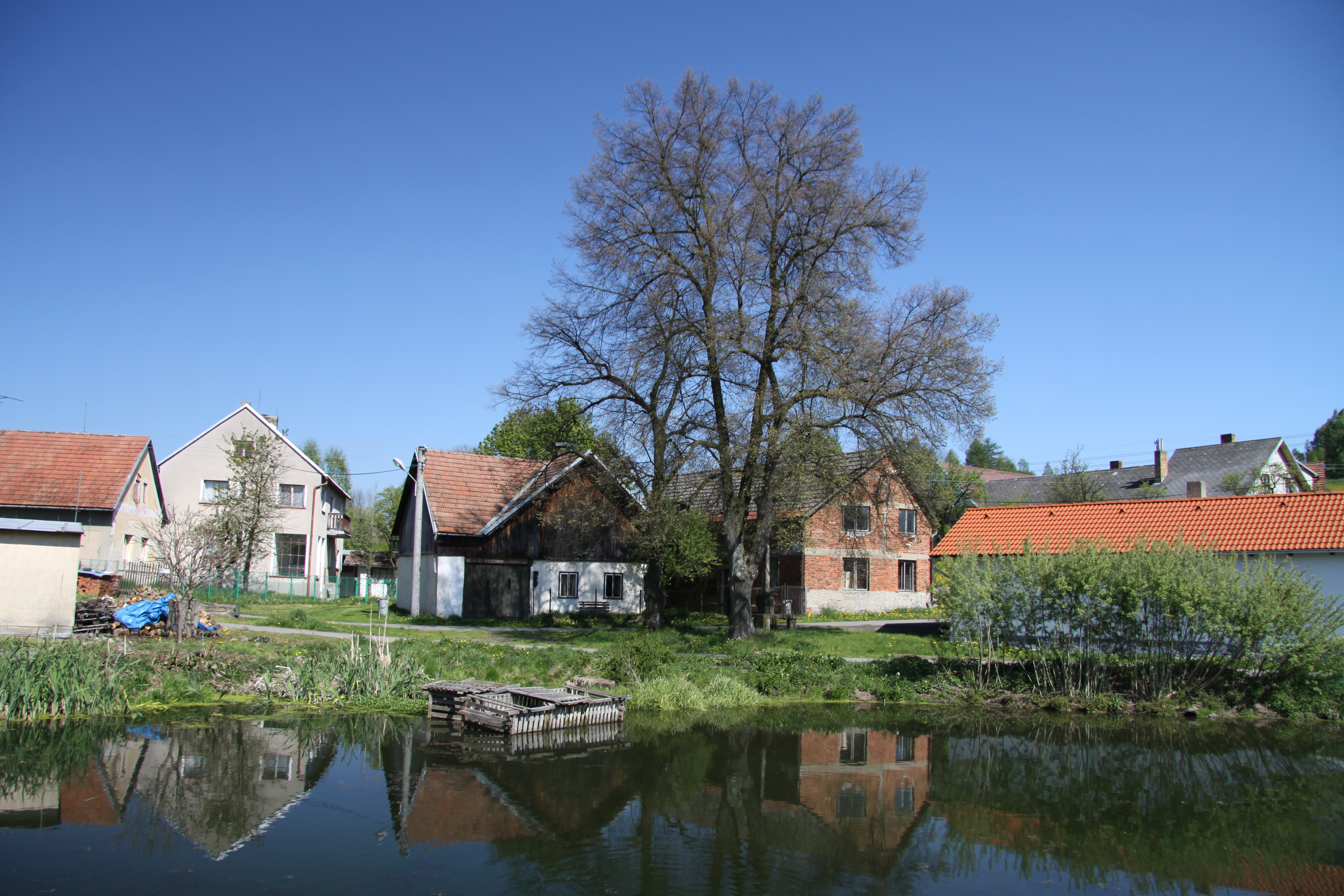
Náves
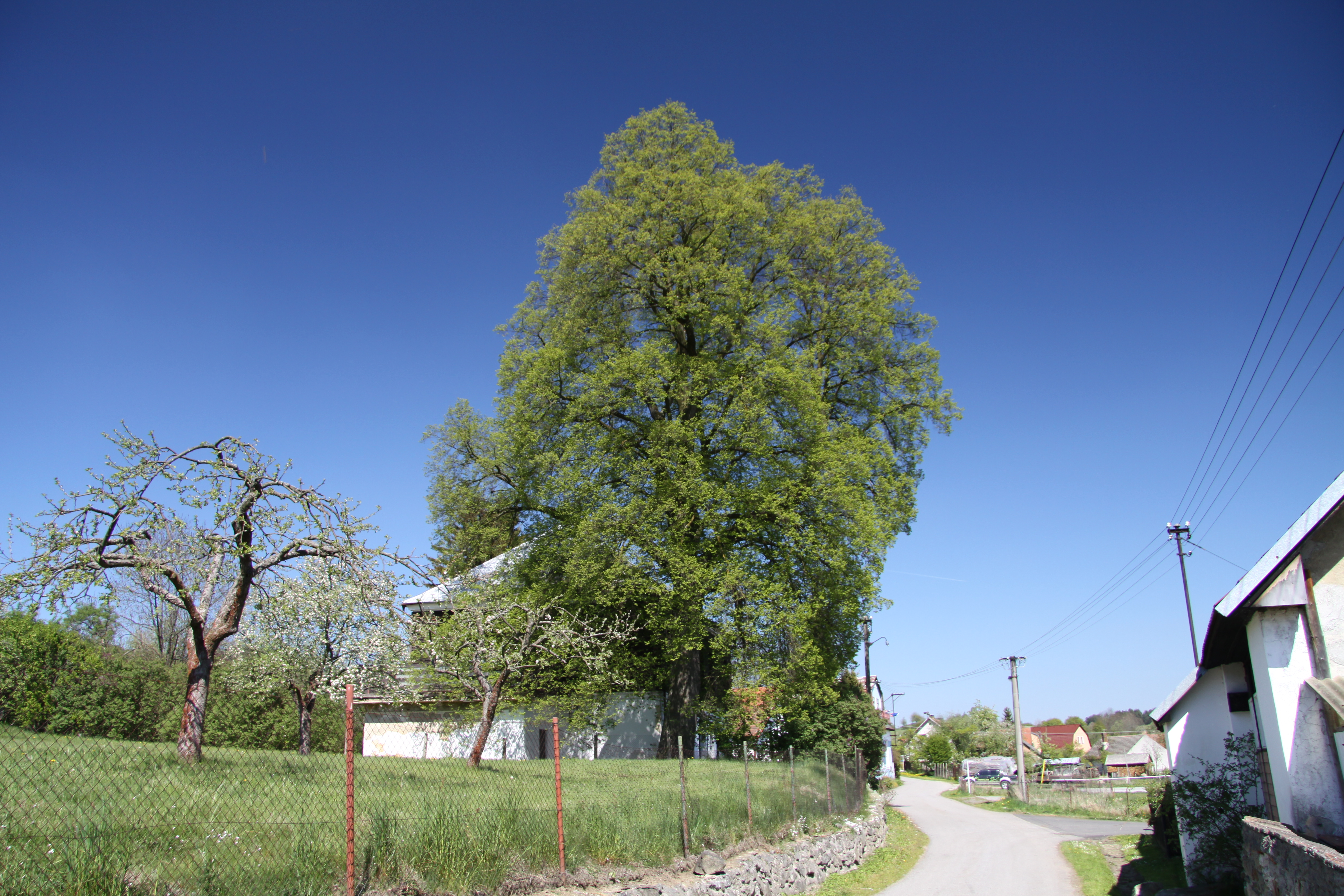
Památný strom Onšovická lípa